# Henderson Peak
Der Henderson Peak ist ein 3997 m hoher Berg in der Wind River Range im Westen des US-Bundesstaates Wyoming. Der Berg liegt rund drei Kilometer westlich der kontinentalen Wasserscheide am Hauptkamm der Gebirgskette, unmittelbar südlich des höheren American Legion Peak, von dem er durch eine Scharte getrennt ist. Nordwestlich des Berges liegt der Bow Mountain, im Osten liegen, durch das Tal der Titicomb Lakes getrennt, der Mount Sacagawea und der Mount Helen. Westlich des Berges verläuft der Continental Divide Trail im Verlauf vom Island Lake über den Shannon Pass zu den Green River Lakes am Oberlauf des Green Rivers.
Die Gegend um den Henderson Peak ist vollständig als Wildnis-Schutzgebiet ausgewiesen – der Berg liegt innerhalb der Grenzen der Bridger Wilderness des Bridger-Teton National Forest, wenige Kilometer westlich der Fitzpatrick Wilderness des Shoshone National Forest. Die Erstbesteigung des Berges erfolgte im Jahr 1936 durch Kenneth Henderson, nach dem der Berg auch benannt wurde.

## Belege
1. 1 2 3  Henderson Peak - Peakbagger.com. Abgerufen am 22. Mai 2024.
2. ↑  Henderson Peak : Climbing, Hiking & Mountaineering : SummitPost. Abgerufen am 22. Mai 2024.